# Dalva Figueiredo
Maria Dalva de Souza Figueiredo, mais conhecida como Dalva Figueiredo ou Professora Dalva (Oiapoque, 25 de abril de 1961), é uma professora e política brasileira filiada ao Partido dos Trabalhadores, ex-governadora do Amapá por um período de nove meses, sendo a primeira governadora do estado nascida no próprio Amapá. No ano de 2002 foi candidata a reeleição, mas foi derrotada em segundo turno por Waldez Góes. Dalva foi eleita deputada federal em 2006, obtendo 17.428 votos, a segunda mais votada no Amapá. Reelegeu-se em 2010 com a maior votação do estado, cerca de 20.203 votos.

## Biografia
Dalva Figueiredo, filha de João Campos Brandão e Maria de Souza Lobato, cursou o ensino fundamental na Escola Padre Dário, no Macapá, de 1ª a 4ª série, entre 1969 e1972. Já na segunda fase do fundamental, de 5ª a 8ª série, esteve na Escola Presidente Costa e Silva, em Belém do Pará, entre os anos de 1973-1975. No Ensino Médio, foi aluna do Instituto de Educação do Amapá, de 1977 a 1979. Anos depois, em 1985, Dalva ingressou na Universidade Federal do Pará, no curso de Pedagogia, que concluiu em 1988.
Dalva iniciou sua atividade política como membro do movimento sindical de servidores públicos do Amapá, fazendo parte da Confederação Nacional dos Trabalhadores em Educação (CNTE), do Sindicato dos Servidores Públicos em Educação do Amapá (SINSEPEAP) e da Central Única de Trabalhadores (CUT) do estado. No ano de 1992, filiou-se ao Partido dos Trabalhadores (PT).
A política foi diretora do Departamento Técnico Pedagógico da Secretaria de Educação do Estado do Amapá entre os anos de 1995  e 1997. Além de assessora técnica da Secretaria de Educação do Estado do Amapá neste mesmo ano. Ainda em 1997, também ingressou como diretora de Recursos Humanos na Secretaria de Educação do Estado do Amapá, da qual ficou responsável até o ano seguinte.
Em 2015, a ex-deputada Dalva Figueiredo assumiu novamente a Secretaria da Educação, nomeada pelo prefeito Clécio Luís. No ano seguinte, a política pediu exoneração do cargo na Semed do Macapá, tendo em vista um acúmulo de tensões internas e o desgaste de sua gestão com o caso do pedido de uniformes para as escolas do estado. A situação foi que 27 mil uniformes foram comprados com uma emenda parlamentar de 630 mil reais disponibilizada pelo senador Randolfe Rodrigues, do Rede. Entretanto, o material produzido foi entregue com defeito de fabricação às escolas. Diante disso, Dalva se pronunciou e reconheceu que houve uma falha administrativa pela falta de constatação do problema antes da distribuição dos uniformes, ainda que estes tivessem passado por outros órgãos de vistoria antes de chegar até ela. Paulo Mendes, antes secretário de Planejamento, assume a pasta, atuando como novo secretário.

## Trajetória política
Dalva Figueiredo foi vice-governadora do Amapá entre os anos de 1999 a 2002, na chapa de João Alberto Capiberibe do Partido Socialista Brasileiro (PSB). Em abril de 2002 assumiu o governo do estado, quando o governador deixou seu mandato para lançar sua candidatura no Senado Federal. No mesmo ano, concorreu a reeleição, alcançando cerca de 45,42% do votos válidos, mas perdeu para governador eleito Waldez Góes (PDT).
Nas eleições de 2006, Dalva concorreu ao cargo de deputada federal, somando cerca de 17,428 mil votos. Diante disso, a professora alcançou o segundo lugar entre os deputados mais votados do Amapá, perdendo apenas para Janete Capiberipe, que alcançou 29.547 mil votos. Eleita, Dalva exerceu o mandato de 2007 a 2011, pelo Partido dos Trabalhadores. Candidatou-se também à reeleição no pleito de outubro de 2010, e, com 20.203 votos recebidos, obteve êxito.
Nas eleições de 2008, concorreu à prefeitura de Macapá, mas terminou em quarto no lugar no primeiro turno. No segundo turno concorreram os candidatos Camilo Capiberibe e Roberto Góes, do PDT, vencedor daquele pleito.
Em 2014, Dalva se candidatou novamente ao cargo de deputada federal, mas elegeu-se apenas como suplente, alcançando cerca de 11.593 votos, equivalentes a  a 3% da apuração. Neste ano, especulou-se que o resultado das eleições colocaria em desvantagem a unidade da bancada feminina na Câmara dos Deputados. A partir de 2015, saíram de cena parlamentares consideradas militantes da causa feminista e progressistas em temas polêmicos, como a legalização do aborto, como Janete Pietá (PT), Iriny Lopes (PT), Sandra Rosado (PSB), a própria Dalva Figueiredo e Maria Lúcia Prandi (PT), que não conseguiram se reeleger, entre outras mulheres que passaram a disputar outros cargos na política.
Nas eleições de 2018, Dalva Figueiredo teve sua candidatura indeferida junto à outros candidatos do Partido dos Trabalhadores, Partido Popular Socialista e Patriota, seguindo decisão do Tribunal Superior Eleitoral, devido a falta de prestação de contas dos diretórios regionais de cada partido. O nome dos mais de 50 políticos afetados apareceu nas urnas, mas os votos atribuídos aos candidatos ou às legendas dos partidos excluídos foram contabilizados como nulos.

## Controvérsias
No pleito de 2002, Dalva Figueiredo foi acusada de uso da máquina pública por ter remanejado de modo supostamente irregular 61,5 milhões de reais três meses antes das eleições, o que configuraria infração da Lei Eleitoral.
Em 2014, o Ministério Público ajuizou um processo contra Dalva Figueiredo, apontando crime de peculato e dispensa ilegal de licitação. Supostamente, Dalva teria desviado verbas públicas após contratar, sem licitação, uma empresa para prestar serviços na área de planejamento tributário. A soma desviada corresponderia a 2,4 milhões de reais e teria sido efetuada durante seu mandato como governadora do estado do Amapá. A defesa da ex-deputada que o contrato foi assinado em 2001, na gestão do então governador, João Alberto Capiberibe. Além disso, a defesa também alegou que os contratos foram assinados para sanar uma dívida de 250 milhões de reais do governo com o Instituto Nacional do Seguro Social (INSS). As dívidas teriam sido reduzidas para 54 milhões de reais e após negociações do governo, o Estado teria pago 2,4 milhões de reais para a empresa.